# Карайман
Карайман е връх в Румъния, в Бучеджи, дял на Южните Карпати. Висок е 2260 м. Най-близкият град е Бущени.

## Кръстът на героите
На връх Карайман е постоен Кръстът на героите, посветен на румънските войници, загинали по време на Първата световна война. Издигнат е между 1926 и 1928 г. и е поръчан от кралица Мария. Строителните материали са изкачени с фуникулер и с волски коли. Паметникът е висок 29,5 м и е с максимална ширина 14 м.
През нощта кръстът се осветява от 300 500-ватови електрически крушки. В началото осветлението се захранва от генератор във вътрешността на основата на паметника и се състои само от 120 крушки. През 1939 г. то е свързано към националната електроразпределителна мрежа.